# Homalanthus stillingifolius
Homalanthus stillingifolius là một loài thực vật có hoa trong họ Đại kích. Loài này được F.Muell. mô tả khoa học đầu tiên năm 1858.